# Точка Нагеля
Точка Нагеля — точка пересечения отрезков, соединяющих вершины треугольника с точками касания противоположных сторон с соответствующими вневписанными окружностями.
Обычно обозначается {\displaystyle N}.

## Свойства

Прямая Нагеля. — инцентр, — центроид, — центр Шпикера, — точка Нагеля.

- Точка Нагеля лежит на одной прямой с инцентром и центроидом, при этом центроид делит отрезок между точкой Нагеля и инцентром в отношении 2 : 1. Эта прямая называется прямой Нагеля (см. рисунок).
- Если точки {\displaystyle T_{A}\in BC}, {\displaystyle T_{B}\in CA}, {\displaystyle T_{C}\in AB} таковы, что каждый из отрезков {\displaystyle AT_{A}}, {\displaystyle BT_{B}} и {\displaystyle CT_{C}} делит периметр треугольника пополам, то эти отрезки пересекаются в одной точке — точке Нагеля.
- Точка Нагеля изотомически сопряжена точке Жергонна.
- Точка Нагеля изогонально сопряжена с центром положительной гомотетии вписанной и описанной окружности (точка Веррьера).
- Расстояние между ортоцентром {\displaystyle H} и точкой Нагеля {\displaystyle N} равно диаметру окружности Фурмана и равно

{\displaystyle NH=2R{\sqrt {\frac {a^{3}-a^{2}b-ab^{2}+b^{3}-a^{2}c+3abc-b^{2}c-ac^{2}+c^{3}}{abc}}}}.
- Половине этого расстояния равно расстояние между центром описанной окружности и инцентром[1].
- Чевиану точки Нагеля в английской литературе иногда называют сплиттером (splitter) или делителем пополам периметра. К сплиттеру они относят и кливер треугольника.
- Инцентр данного треугольника является точкой Нагеля треугольника, образованного его 3 средними линиями (серединного треугольника).[2][3]
- Слабая точка в треугольнике (weak point) та, у которой может найтись близнец с помощью её ортогонального сопряжения за пределы треугольника. Например, инцентр, точка Нагеля и другие являются слабыми точками, ибо допускают получение аналогичных точек при их сопряжении за пределы треугольника.[4].

### ТреугольникНагеля
* Треугольник Нагеля (см. рис. выше) для треугольника {\displaystyle ABC} определяется вершинами {\displaystyle T_{A}}, {\displaystyle T_{B}} и {\displaystyle T_{C}}, которые являются точками касания вневписанных окружностей треугольника {\displaystyle ABC} и точка {\displaystyle T_{A}} противоположна стороне {\displaystyle A}, и т. д.

### Свойства
- Описанная вокруг треугольника {\displaystyle T_{A}T_{B}T_{C}} окружность называется окружностью Мандарта (частный случай эллипса Мандарта).
- Три прямые {\displaystyle AT_{A}}, {\displaystyle BT_{B}} и {\displaystyle CT_{C}} делят периметр пополам и пересекаются в одной точке Нагеля {\displaystyle N} — X(8).
- Перпендикуляры, восстановленные в трех вершинах треугольника Нагеля к сторонам основного треугольника (то есть в точках касания вневписанных окружностей со сторонами основного треугольника), пересекаются в одной точке. Эта точка симметрична центру вписанной окружности относительно центра описанной окружности[5].
- Анимацию построения точки Нагеля см. на рис.

Анимация построения точки Нагеля

## Замечание
Точка Нагеля относится к слабым точкам. Поэтому следует говорить не об одной, а о нескольких точках Нагеля.
То есть, соединение других точек касания вневписанных окружностей с вершинами треугольника дает ещё три точки Нагеля.

## История
Названа по имени Христиана Генриха фон Нагеля, впервые охарактеризовавшего её в статье 1836 г.